# アーデナウ
アーデナウ (独: Adenau、 発音)はドイツ連邦共和国 ラインラント＝プファルツ州アールヴァイラー郡にある市。
アーデナウ連合自治体 (独: Verbandsgemeinde Adenau) の行政庁所在地となっている。

## 姉妹都市
- Sillery、フランス
- Mellieħa、マルタ
- カスティオーネ・デッラ・プレゾラーナ、イタリア

## 出身者
- ファビアン・ギーファー - サッカー選手